# إيبرو أوزكان
إيبرو أوزكان (بالتركية: Ebru Özkan)‏ هي عارضة وممثلة تركية، ولدت في 18 نوفمبر 1978 في أنقرة في تركيا.

## وصلات خارجية
- إيبرو أوزكان على موقع IMDb (الإنجليزية)
- إيبرو أوزكان على موقع ألو سيني (الفرنسية)